# Выборы в Европейский парламент во Франции (1994)
Выборы в Европейский парламент во Франции прошли 12 июня 1994. На них была избрана французская делегация из 87 депутатов. В результате выборов 6 политических партий получили мандаты Европарламента. 
Социалистическая партия во главе с Мишелем Рокаром показала исключительно слабый результат из-за сильной конкуренции с Радикальной левой партией, возглавлявшейся богатым бизнесменом Бернаром Тапи, который скрыто поддерживался президентом Франсуа Миттераном. Зелёные потеряли все места, полученные на предыдущих выборах, в основном, из-за появления другой экологической партии Экологическое поколение. По сравнению с предыдущими выборами явка увеличилась на 4% и составила 52,76%. 
Европарламент включал 567 депутатов из 12 стран Европейского экономического сообщества.

## Результаты
| Партия                              | Партия                                                                          | Главный кандидат                    | Голоса     | %      | +/– | Места | +/–   |  |
| ----------------------------------- | ------------------------------------------------------------------------------- | ----------------------------------- | ---------- | ------ | --- | ----- | ----- |  |
|                                     | Союз за французскую демократию (UDF) + Объединение в поддержку республики (RPR) | Доминик Боди                        | 4 985 574  | 25,58  | —   | 28    | +2 ▲  |  |
|                                     | Социалистическая партия (PS)                                                    | Мишель Рокар                        | 2 824 173  | 14,49  | —   | 15    | -7 ▼  |  |
|                                     | Движение за Францию (UDF diss.)                                                 | Вилье, Филипп де                    | 2 404 105  | 12,34  | —   | 13    | +6 ▲  |  |
|                                     | Радикальная левая партия (MRG)                                                  | Бернар Тапи                         | 2 344 457  | 12,03  | —   | 13    | +13 ▲ |  |
|                                     | Национальный фронт (FN)                                                         | Жан-Мари Ле Пен                     | 2 050 086  | 10,52  | —   | 11    | +1 ▲  |  |
|                                     | Коммунистическая партия (PCF)                                                   | Франсис Вюртц                       | 1 342 222  | 6,89   | —   | 7     | —     |  |
|                                     | Охота, рыбалка, природа, традиции (CPNT)                                        | Андре Густа                         | 771 061    | 3,96   | —   | 0     | —     |  |
|                                     | Зелёные (MEP)                                                                   | Мари Анн Ислер Беген                | 574 806    | 2,95   | —   | 0     | -9 ▼  |  |
|                                     | Республиканское и гражданское движение (MDC)                                    | Жан-Пьер Шевенман                   | 494 986    | 2,54   |     | 0     | —     |  |
|                                     | Рабочая борьба (LO)                                                             | Арлетт Лагийе                       | 442 723    | 2,27   | —   | 0     | —     |  |
|                                     | Экологическое поколение (GE)                                                    | Брис Лалонд                         | 392 291    | 2,01   | —   | 0     | —     |  |
|                                     | Европа начинается в Сараево                                                     | Леон Шварценберг                    | 305 633    | 1,57   | —   | 0     | —     |  |
| Действительных голосов              | Действительных голосов                                                          | Действительных голосов              | 19 487 470 | 94,67  |     |       |       |  |
| Пустые и недействительные бюллетени | Пустые и недействительные бюллетени                                             | Пустые и недействительные бюллетени | 1 097 510  | 5,33   |     |       |       |  |
| Всего                               | Всего                                                                           | Всего                               | 20 584 980 | 100,00 | —   | 87    | +6 ▲  |  |
| Количество избирателей/ Явка        | Количество избирателей/ Явка                                                    | Количество избирателей/ Явка        | 39 019 797 | 52,76  | —   |       |       |  |
| Источник: France-politique.fr       |                                                                                 |                                     |            |        |     |       |       |  |